# House of Cards (televíziós sorozat, 1990)
A House of Cards egy politikai thriller műfajú 4 részes televíziós sorozat, melyet először az Egyesült Királyságban mutattak be a BBC csatornán 1990-ben. Magyar szinkron változata nem készült, magyarországi forgalmazásra nem került.

## A sorozatról
A House of Cards négy epizódból áll, ezek egy televíziós sorozat trilógia első sorozatát képezik. A második sorozat címe To Play the King (1993), harmadiké The Final Cut (1995). A trilógia alapja Michael Dobbs három regénye. A főszereplő mindegyik részben Francis Urquhart konzervatív, machiavellista politikus, akinek a hatalom megszerzéséért és megtartásáért folytatott kíméletlen és gátlástalan harcát láthatjuk. A regények és a filmváltozatok politikai cselekménye kisebb eltérésekkel gyakorlatilag megegyezik, az emberi sorsokban és kapcsolatokban nagy különbségek vannak. Dobbs eredetileg egyetlen regényt írt, melynek végén Urquhart meghal, de a filmes folytatások kedvéért ezt megfejelte még két regénnyel, a célnak megfelelően módosítva Urquhart sorsán. A regényben Mattie Storin csak felületes kapcsolatban áll Urquharttal, viszonyt Kralewskivel folytat.

## Szereplők
| Szerep                            | Színész            |
| --------------------------------- | ------------------ |
| Francis Urquhart                  | Ian Richardson     |
| Mattie Storin                     | Susannah Harker    |
| Roger O’Neill                     | Miles Anderson     |
| Henry Collingridge miniszterelnök | David Lyon         |
| Patrick Woolton                   | Malcolm Tierney    |
| Lord Billsborough                 | Nicholas Selby     |
| Penny Guy                         | Alphonsia Emmanuel |
| Charles Collingridge              | James Villiers     |
| Elizabeth Urquhart                | Diane Fletcher     |
| Anne Collingridge                 | Isabelle Amyes     |
| Peter MacKenzie                   | Christopher Owen   |
| John Krajewski                    | William Chubb      |

## Történet
|  | Alább a cselekmény részletei következnek! |

A történet Margaret Thatcher miniszterelnöksége után játszódik Nagy-Britanniában, mikor a konzervatív párt új vezetőt választ: Henry Collingridge-t, aki miniszterelnök lesz. Megválasztása után megkezdik egy országos választás kiírását, melyet szűk többséggel, de megnyernek a konzervatívok. A 60 év körüli Francis Urquhart frakcióvezető, aki támogatta Collingridge miniszterelnökké választását, szeretne miniszteri tisztséget kapni az új kabinetben. Ám ezt az új miniszterelnök nem támogatja, megváltozott körülményekre hivatkozik. Urquhart ekkor elhatározza, hogy megszerzi a miniszterelnöki hatalmat, tönkreteszi a miniszterelnököt. Ebben támogatja a felesége, Elizabeth is, aki mindig hasznos tanácsokkal látja el, és Roger O’Neill is, aki a konzervatív párt egyik háttérben dolgozó szakértője. O’Neill kokainista, kábítószeres, azt használja ki Urquhart, aki megfenyegeti, hogy kirúgja a pártból, ha nem áll mellé. Urquhart és Roger O’Neill megkezdi a miniszterelnök lejáratását: titkos adatokat, kormányrendelet-tervezeteket, információkat juttatnak az ellenzékhez, akik a Parlamentben emiatt folyton kényes helyzetbe hozzák a miniszterelnököt.
Ekkor jelenik meg a történetben Mattie Storin, fiatal újságírónő, akinek Urquhart folyamatosan szivárogtatja ki a kabinet belső, botrányos ügyeit. A találkozások során Urquhart és Mattie Storin lassan egymásba szeretnek, viszonyt kezdenek egymással. Urquhart kihasználja a lány meghalt apjához való ragaszkodását, Urquhart lép a meghalt apa helyébe, megköveteli Mattie-től, hogy „Daddy”-nek, „apunak” szólítsa. Kapcsolatuk mind jobban elmélyül. A feleség, Elizabeth Urquhart is tud viszonyukról, de egyetlen percig sem féltékeny, mert mindenben támogatja férjét a hatalom megszerzésében.
Urquhart ám ekkor már egy nagyobb támadáson töri a fejét, melybe belebukhat Collingridge. Roger O’Neill és segítője Penny Guy hamis igazolásokat állítanak ki Charles Collingridge számára, aki a miniszterelnök alkoholista bátyja. Az igazolások azt bizonyítják, hogy Charles Collingridge tudott egy bizonyos kormányzati döntésről, mely befolyásolta a Mendox Chemicals részvényeit, emiatt pedig nagy vagyonra tett szert a tőzsdén. Charles Collingridge nem emlékszik az ügyletre – mivel nem is volt – és egy „biztonságos” helyre szállítják – amit Urquhart javasolt a miniszterelnöknek – ahol nincs kitéve a sajtó kérdéseinek. Ám Urquhart titokban értesíti a lapokat, televíziókat a miniszterelnök bátyjának búvóhelyéről, így a miniszterelnök és bátyja újból a média kereszttüzébe kerül. A média és a közvélemény Charles Collingridge alkoholizmusáról és Henry Collingridge visszás pénzügyi ügyleteiről beszél. Az állandó támadások miatt a miniszterelnök végül úgy dönt, hogy lemond a tisztségéről és visszavonul. Urquhart első terve sikerrel járt.
Urquhart, a miniszterelnöki lemondás után a háttérben tevékenykedik továbbra is, megpróbálja a lehetséges elnökjelölteket semlegesíteni, megzsarolni, hogy lépjenek vissza, múltjuk sötét titkait kiteregetni a sajtó számára. Mivel Urquhart frakcióvezető, ezt könnyen megteheti, mivel a pártban lévő zűrös ügyekről éveken keresztül tudomása volt. E tevékenységében tanácsadója, Tim Stamper segíti, közös munkával ellehetetlenítik az összes többi miniszterelnök-jelöltet.
A jelöltek tönkretétele:
- Harold Earle – megzsarolják, hogy nyilvánosságra hoznak egy fényképet, mely bizonyítja, hogy egy férfival létesített szexuális viszonyt egy vonaton.
- Peter MacKenzie – provokált tüntetést szerveznek egy PR látogatásán, mely során véletlenül a szolgálati autójával elütnek egy mozgássérültet.
- Patrick Woolton – megzsarolják, hogy nyilvánosságra hoznak egy hangszalagot, mely bizonyítja, hogy Roger O’Neill kolléganőjével (akit direkt e célra használtak fel) megcsalta a feleségét.
- Michael Samuels – nyilvánosságra hozzák, hogy fiatalkorában a homoszexualitást és a kommunizmust támogatta.

Miközben tönkreteszik a lehetséges elnökjelöltek jóhírét, Francis Urquhart bejelenti, hogy indul a miniszterelnöki posztért. Esélye egyre nő, a többi jelölt ellehetetlenítése miatt. Mattie Storin is támogatja, dicsérő cikkeket ír a lapjában Urquhartról.
A pártgyűlés előtt néhány nappal Roger O’Neill idegei felmondják a szolgálatot, és megfenyegeti Urquhartot, hogy kipakol a sajtónak, kiszáll a játékból. Urquhart és felesége erre meghívják O’Neillt a vidéki nyaralójukba, ahol először leitatják, majd a nála lévő kokaint kicserélik egérméregre. Roger O’Neill London felé menet megáll egy benzinkútnál, amelynek WC-jében kábítószerezni kezd. A méreg gyorsan végez vele.
Mattie Storin lassan ráébred, hogy Urquhart szervezte meg Collingridge miniszterelnök lejáratását, ő volt az, aki ellehetetlenítette a többi elnökjelöltet, és ő volt az, aki megölte Roger O’Neillt. Mattie a Parlament tetőteraszán találja meg – mint az új miniszterelnököt – Francis Urquhartot, akitől megkérdezi, hogy valóban ő ölte-e meg Roger O’Neillt. Urquhart elismeri tettét, és megkérdi Mattie-től, bízik-e még benne. Mattie igennel felel, de Urquhart nem hisz neki, és lelöki őt a Parlament tetejéről. Zuhanás közben Mattie „Daddy”-t – „Apu”-t kiállt, és halálra zúzza magát. Miközben körülállják a holttestét, láthatjuk, hogy valaki kivesz Mattie táskájából egy magnetofont, amely rögzítette Mattie Storin és Francis Urquhart közti beszélgetést, mielőtt az újdonsült miniszterelnök lelökte volna az újságírónőt az erkélyről. A film úgy ér véget, hogy Urquhartot – mint a konzervatív párt által megválasztott miniszterelnököt – beiktatására kísérik a királynőhöz.

## A machiavellista Urquhart
Francis Urquhart tipikus machiavellista politikus, a hatalom megszerzéséhez és megtartásához minden eszközt megengedhetőnek tart, a hatalom mint cél jelenik meg előtte, mint a korlátlan uralom eszköze. Francis Urquhart dolgozószobájában nagy példaképének, Napóleonnak képe függ a falon. Kedvenc könyve Machiavelli: A fejedelem című regénye. Gyakran idéz Shakespeare: III. Richárd című drámájából. A film készítői és a regény írója, Michael Dobbs egyaránt arra törekedtek, hogy egy „modern III. Richárdot” mutassanak be a nézőknek. Urquhart nem válogat az eszközökben, a zsarolás, gyilkosság, összeesküvés és leleplezések politikusi eszköztárához tartoznak, csakúgy, mint III. Richárdnak.

## Érdekességek
- A történet végén lévő helyszín, a tetőterasza a Parlament alsóházi részén található, a teraszról kilátás nyílik a Csillagkamarára.
- A történet nagyfokú aktualitást hordozott magában az 1990-es évek elején, ekkor mozdították el hivatalából Margaret Thatchert és lett az addigi frakcióvezetőből, John Majorból miniszterelnök.
- Urquhart gyakran megosztja érzéseit, véleményét a nézővel is, ilyenkor Urquhart a kamerába néz és közvetlenül a film nézőjéhez szól.
- A történetben visszatérő mondata Francis Urquhartnak a „You Might Say That, I Couldn’t Possibly Comment” – „Ön mondhatja ezt, de sajnos én nem nyilatkozhatom” kifejezés, melyet Francis Urquhart akkor használ, amikor nem akar „igen”-t mondani valamely kérdésre.
- A Francis Urquhart-indulót, mely a film fő zenei motívuma, Jim Parker komponálta.
- A sorozat címe az angol Parlament két házára utal: a House of Commons-ra és a House of Lords-ra. A House of Cards szatirikus cím, mely a hatalmi játszmákat, csalásokat, megtévesztéseket jelenti.

## Díjak
- 1991 – BAFTA-díj a legjobb színész kategóriában
- 1991 – BAFTA-díjra jelölés a legjobb színésznő kategóriában
- 1991 – BAFTA-díjra jelölés a legjobb sorozat kategóriában
- 1991 – BAFTA-díjra jelölés a legjobb operatőr kategóriában
- 1991 – BAFTA-díjra jelölés a legjobb filmzene kategóriában
- 1991 – Emmy-díj a legjobb forgatókönyv kategóriában